# Vestiaritas
Los vestiaritas (en griego: βεστιαρῖται; vestiaritai; singular: βεστιαρίτης) fueron un regimiento de guardaespaldas y funcionarios fiscales del Imperio bizantino que existió entre los siglos xiii y xiv.

## Historia y funciones
Los vestiaritas aparecieron en las fuentes a mediados del siglo xi, con el primer vestiarita conocido, Juan Iberitzes, atestiguado en 1049. Como su nombre indica, tenían una conexión con el guardarropa y tesoro imperial, el vestiarion, probablemente designados como guardias. A partir de 1080, se dividieron formalmente en dos grupos: los vestiaritas «internos» o «domésticos» (esō ou oikeioi vestiaritai), vinculados al tesoro personal del emperador bizantino (esō/oikeiakon vestiarion), bajo un gran primicerio; y el «externo» (exō vestiaritai), bajo un primicerio, probablemente vinculado a la tesorería pública o estatal (basilikon vestiarion). Poco a poco reemplazaron a varios otros grupos de guardaespaldas armados que los emperadores usaban cuando estaban en Constantinopla, como los manglabitas o panteotas (pantheōtai), y se convirtieron en un grupo exclusivo de agentes confidenciales del emperador. Como escribió la princesa e historiadora Ana Comneno, eran los cortesanos más «cercanos» al emperador. Con la crisis militar de la década de 1070, también se convirtieron en regimiento de guardia regular del palacio, sirviendo junto a la guardia varega en el ejército bizantino de la época de los Comnenos.
Los vestiaritas aparecieron en las fuentes hasta 1387 y probablemente continuaron existiendo después de eso. En los siglos xiii y xiv, sin embargo, el papel que desempeñaron fue puramente fiscal: se encargaron de alistar soldados y carros en las provincias, bajo el control de los domésticos de los themas de Oriente. El principal vestiarita fue llamado protovestiarita (en griego: πρωτοβεστιαρίτης) en los siglos xiii y xiv (que no debe confundirse con el puesto de protovestiario más antiguo e importante). El título es mencionado en 1451, cuando estaba en poder del historiador Jorge Frantzés. En el «Libro de Posiciones» de mediados del siglo xiv, de Jorge Codinos, ocupa el puesto diecinueve en el orden de precedencia,  siguiendo el logoteta general. Según la misma obra, sus insignias eran: un bastón de madera (dikanikion) con pomos de oro y oro bermejo, un sombrero skiadion con bordados del tipo klapotōn, otro tipo de sombrero llamado skaranikon de seda blanca y dorada con bordados de alambre de oro e imágenes del emperador en la parte delantera y trasera, y una túnica de seda del cargo o cabadio.